# Prosevania rimiscutellata
Prosevania rimiscutellata är en stekelart som först beskrevs av Günther Enderlein 1912.  Prosevania rimiscutellata ingår i släktet Prosevania och familjen hungersteklar. Inga underarter finns listade i Catalogue of Life.